# Daryl
Daryl ist als Variante von Darrell ein im englischen Sprachraum vorkommender überwiegend männlicher Vorname. Eine andere Form des Namens ist Darryl.

## Namensträger

### Männlicher Vorname
- Daryl Andrews (* 1977), kanadischer Eishockeyspieler
- Daryl Atkins (* 1978), US-amerikanischer Häftling
- Daryl J. Bem (* 1938), US-amerikanischer Sozialpsychologe
- Daryl Campbell (1924–2011), US-amerikanischer Jazzmusiker
- Daryl Davis (* 1958), US-amerikanischer R&B- und Blues-Musiker, Autor, Schauspieler und Bandleader.
- Daryl Easton (1955–-2017), amerikanischer Zauberer
- Daryl Gurney (* 1986), nordirischer Dartspieler
- Daryl Hall (* 1946), US-amerikanischer Sänger
- Daryl Impey (* 1984), südafrikanischer Radrennfahrer
- Daryl Janmaat (* 1989), niederländischer Fußballspieler
- Daryl Johnston (* 1966), US-amerikanischer American-Football-Spieler
- Daryl Koh Pei Xiang (* 1990), singapurischer E-Sportler
- Daryl Mitchell (* 1965), US-amerikanischer Schauspieler
- Daryl Palumbo (* 1979), US-amerikanischer Sänger und Musiker
- Daryl Peach (* 1972), englischer Poolbillardspieler
- Daryl Sabara (* 1992), US-amerikanischer Filmschauspieler
- Daryl Shore (* 1970), US-amerikanischer Fußballtorwart, Fußballtrainer und -funktionär
- Daryl Stuermer (* 1952), US-amerikanischer Gitarrist
- Daryl Thompson (1955–2014), US-amerikanischer Gitarrist

### Weiblicher Vorname
- Daryl Hannah (* 1960), US-amerikanische Schauspielerin